# Unione Sportiva Adriese 1906
L'Unione Sportiva Dilettantistica Adriese 1906 è una società calcistica italiana con sede nella città di Adria.
Fondata nel 1906 e più volte ridenominata, nella stagione 2024-2025 milita nel girone C di Serie D, quarta divisione del campionato italiano di calcio. Presidente dal 25 Giugno 2025 Massimiliano Onofri

## Storia
La tradizione sportiva del club ha origine nel 1906, anno in cui viene fondata la prima società calcistica nella città polesana, l'Aquila Adria.
Nei primi anni d'esistenza essa svolge solo partite amichevoli in ambito prettamente locale e nel 1915 cambia la denominazione in Società Sportiva Forti e Liberi Adria. L'attività resta circoscritta all'ambito territoriale fino al 1923, allorché la Forti e Liberi s'affilia alla F.I.G.C.; seguono due anni caratterizzati da partecipazioni estemporanee a tornei, poi il club (che muta nome dapprima in Associazione Calcio Adria e successivamente in Società Sportiva Adriese) inizia a scalare le categorie minori venete, fino ad arrivare nel 1936 a militare in Prima Divisione.
L'attività sociale subisce una battuta d'arresto durante la seconda guerra mondiale; essa riparte nel 1945 con la riaffiliazione del club (ora appellato Unione Sportiva Adriese) alla Federcalcio.
Durante gli anni 1950 l'Adriese partecipa a numerosi campionati interregionali, per poi tornare nelle serie minori fino al 1972, quando conquista di nuovo la Serie D. Sei anni dopo, nel 1978, riesce a salire in Serie C2, ove rimane per tre stagioni.
Dopo due retrocessioni consecutive nel 1981 e nel 1982, l'Adriese permane nel calcio regionale per circa un decennio: la Serie D viene riconquistata nel 1995. Seguono altre stagioni caratterizzate da un rendimento altalenante: i blugranata oscillano tra Eccellenza, Promozione e Serie D/Interregionale. Dopo 3 anni di Eccellenza, nel 2009 vince il Girone B e ritorna nel massimo campionato dilettantistico.
Al termine della stagione 2010-2011, conclusasi con la retrocessione in Promozione dopo aver chiuso all'ultimo posto il proprio girone di Eccellenza, in concomitanza con le dimissioni di Olivo Frizzarin (da otto anni alla presidenza) e l'ingresso del nuovo patron Luciano Scantamburlo, la società muta denominazione in Unione Sportiva Dilettantistica Adriese 1906.
La squadra assemblata da questa nuova compagine societaria ottiene la promozione in Eccellenza nella stagione 2012-2013. Nelle tre stagioni che seguono essa mostra un crescente rendimento: al primo anno si salva ai play-out, poi si piazza 11ª, poi ancora 2ª (venendo eliminata nei play-off nazionali dalla Fezzanese) e infine, nel biennio 2015-2016, vince il proprio gruppo e risale in Serie D.
Nell'annata 2016-2017, dopo una partenza difficoltosa (il girone di andata viene chiuso con solo 12 punti all'attivo), l'arrivo in panchina di Gianluca Mattiazzi consente alla squadra di evitare la retrocessione diretta e infine di salvarsi ai play-out contro la Ribelle.
Nella stagione sportiva 2017-2018 ritorna nel girone Veneto e conquista la quinta posizione in classifica generale che consente la partecipazione al primo turno dei play-off per accedere alla serie C, ma a Campodarsego la gara termina 2-2 dopo i tempi supplementari con i locali che passano al turno successivo.
Nell'annata 2018/2019 la compagine granata, sempre con presidente Luciano Scantamburlo, viene affidata a Michele Florindo ex giocatore granata che si piazza in seconda posizione, dietro l'Arzignano, dopo aver dominato quasi tutto il campionato.
Nel 2019/2020, dopo un avvio di stagione non certo disastroso ma comunque al di sotto delle aspettative con il nuovo tecnico Luca Tiozzo Peschiero (ex Matelica), la società opta per l'esonero e richiama ad Adria il mister Gianluca Mattiazzi per chiudere la stagione; stagione poi sospesa per l'emergenza Covid-19.

## Allenatori di rilievo
- Mario Ardizzon
- Giacomo Blason
- Giovanni Galeone
- Luigi Pasetti
- Giuseppe Pregnolato
- Gastone Prendato
- Renato Sanero
- Nevio Scala
- Mario Scarpa
- János Vanicsek

## Palmarès

### Competizioni regionali
- Eccellenza: 2

2008-2009 (girone B), 2015-2016 (girone A)
- Promozione: 4

1952-1953 (girone B), 1971-1972 (girone B), 2004-2005 (girone C), 2011-2012 (girone C)
- Prima Categoria: 2

1969-1970 (girone C), 1986-1987 (girone C)
- Prima Divisione: 1

1948-1949 (girone E)
- Campionato italiano di terza divisione: 2

1928-1929 (girone C), 1929-1930 (girone C)

### Altri piazzamenti
- Coppa Italia Dilettanti:

Semifinalista: 1971-1972

## Statistiche e record

### Partecipazione ai campionati nazionali
| Livello | Categoria                       | Partecipazioni | Debutto   | Ultima stagione | Totale |
| ------- | ------------------------------- | -------------- | --------- | --------------- | ------ |
| 4º      | IV Serie                        | 3              | 1953-1954 | 1955-1956       | 22     |
| 4º      | Serie D                         | 16             | 1972-1973 | 2025-2026       | 22     |
| 4º      | Serie C2                        | 3              | 1978-1979 | 1980-1981       | 22     |
| 5º      | Campionato Interregionale       | 1              | 1981-1982 | 1981-1982       | 9      |
| 5º      | Campionato Nazionale Dilettanti | 4              | 1995-1996 | 1998-1999       | 9      |
| 5º      | Serie D                         | 4              | 1999-2000 | 2009-2010       | 9      |